# شهرك شهيد كلة دوز (بمبور الشرقي)
شهرك شهید کلة دوز (بالإنجليزية: Shahrak-e Shahid Kallah Duz)‏ هي منطقة سكنية تقع في إيران في سيستان وبلوتشستان. يقدر عدد سكانها بـ 1321 نسمة بحسب إحصاء 2016.